# Ugo Giannattasio
Ugo Giannattasio (Roma, 2 agosto 1888 – Roma, 7 giugno 1958) è stato un pittore e scrittore italiano.

## Biografia
Nato a Roma da Adolfo ed Emma Mirone, frequenta l'Accademia di belle arti e la Scuola libera del nudo, 
dove è allievo dello scultore palermitano Ettore Ximenes.
Nel 1906 si trasferisce a Parigi, fucina delle nuove tendenze artistiche (vi soggiornano anche Pablo Picasso e Amedeo Modigliani), dove frequenta il nucleo di artisti che si raduna al caffè letterario Closerie des Lilas, fra i quali anche Gino Severini, Ubaldo Oppi e Filippo Tommaso Marinetti.
Nel 1911 aderisce al movimento futurista, trovandovi una forte ostilità da parte di Carlo Carrà e di Umberto Boccioni, pertanto non ne partecipa alle manifestazioni ufficiali;
nel 1912 è al Salon des Indépendants con il Le vent de la nuit, distrutto durante la prima guerra mondiale, mentre 
l'anno successivo riscuote i primi consensi da pubblico e critica con Le tourniquet du café de Paris, sicuramente l'opera più nota dell'artista romano, suscitando l'interesse di André Salmon e Guillaume Apollinaire che ne propone un confronto con Robert Delaunay.
Nel 1913 e nel 1914 espone al Salone d'autunno tedesco e alla galleria Der Sturm di Berlino; nello stesso anno, partecipa all'Esposizione libera futurista internazionale di Roma con Il carosello.
Nel 1914 si arruola come volontario nella legione straniera: a seguito di un ferimento, nel 1915 ritorna in patria, dove è sottotenente nell'esercito italiano. 
Nel 1920 partecipa all'Exposition International d'Art Moderne di Ginevra: nello stesso anno, si sposa con Renata Vaccaro e realizza con Enrico Prampolini la creazione dei costumi di scena per la rappresentazione di Il teatro del colore dello scrittore Achille Ricciardi presso il Teatro Argentina di Roma.
In questi anni fonda con Arturo Ciacelli, Vincenzo Cardarelli, Julius Evola e Enrico Prampolini il Cenacolo dell'Augusteo, luogo ricavato nei sotterranei del Mausoleo di Augusto che funge da ritrovo di artisti della corrente dadaista e di esposizione delle relative opere.
Nel 1922 espone alla rassegna di Valori plastici, movimento del quale è membro con altri artisti quali Armando Spadini, Riccardo Francalancia e Carlo Socrate e alla Fiorentina Primaverile dello stesso anno con 
le tre nature morte Fruttiera, Bottiglia e bicchieri e Il bricco.
Dopo la seconda metà degli anni Venti si ritira dal panorama artistico, nel 1926 si arruola nella Milizia Volontaria per la Sicurezza Nazionale e nel 1935 partecipa alla Guerra d'Etiopia.
Nel 1943 si rifiuta di aderire alla Repubblica di Salò, viene fatto prigioniero dai Tedeschi e deportato in Germania 
nei campi di prigionia nazisti. 
Nel 1945 fugge e torna in Italia poco prima della Liberazione, trasferendosi a Torino con la moglie e le due figlie, riprendendo l'attività artistica e partecipando a diverse esposizioni.
Muore a Torino il 7 giugno 1958.
La figlia Maddalena (1922-2008), anch'essa pittrice, è moglie del noto architetto francese Paul Nelson.
Presso la Fondazione Ugo Spirito e Renzo De Felice di Roma è conservato un fascicolo contenente lettere manoscritte dall'artista.

## Stile
L'attività pittorica di Giannattasio si sviluppa, in una prima fase, all'interno dei canoni del Futurismo, evidenti nelle opere focalizzate sui temi dei motori e della velocità molto vicini al pensiero di Marinetti. 
La sua opera più nota, Le tourniquet du café de Paris è stilisticamente molto vicina al dinamismo dell'amico Gino Severini e presenta elementi cubisti nella spogliatezza dei tratti.
A partire dagli anni Venti (mostra di Valori plastici), abbandona il Futurismo dedicandosi a una ripresa della pittura figurativa e a tratti postmetafisica nella rappresentazione di nature morte.
Il dopoguerra è caratterizzato da una nuova fase, più meditativa e cromatica.

## Attività letteraria
Molto attivo nella scrittura, Giannattasio già nel 1914 pubblica la raccolta Les contes du dimanche, mentre nel 1919 il romanzo Gli spettacoli dell'altro mondo.
Tra il 1918 e il 1925 collabora con la rivista Epoca in qualità di critico d'arte. 
Nel 1953 è tra i fondatori, con Emanuele Micheli, Adriano Parisot, Emilio Vedova ed Enrico Prampolini della rivista d’arte 
I 4 Soli.

## Opere principali
- Autoritratto a olio (1909), olio su tela, collezione privata;
- Le vent de la nuit (1911), olio su tela, perduto;
- Le Tourniquet du Cafe de Paris (1913), olio su tela, Galleria nazionale d'arte moderna, Roma;
- Baracche- tende- fiume (1914), carboncino su cartone, collezione privata;
- Volumi in velocità (1915), carboncino su cartone, collezione privata;
- Il motociclista (1918), carboncino su cartone, collezione privata;
- Ritmi siderali (1918-20), tempera su cartone, collezione privata;
- Il Bricco (1920), olio su tela, collezione privata;
- Fruttiera (1920), olio su tela, collezione privata;
- Auto in corsa (1920), tecnica mista su carta, collezione privata;
- Autovelocità + strada (1920), carboncino su cartone, collezione privata;
- Composizione futurista (1921), penna e acquerello su carta, collezione privata;
- Velocità di moto (1922), pastello su carta, collezione privata;
- Motociclisti (1922), olio su tela, collezione privata;
- Poteaux Michelin(1955), olio su tela, collezione privata;
- Gabbiano in volo (1958), olio su tela, collezione privata.